# Johnson Bwalya
Johnson Bwalya (* 3. Dezember 1967 in Mufulira) ist ein ehemaliger sambischer Fußballspieler.

## Vereinskarriere
Bwalya begann das Fußballspielen bei den Butondo Western Tigers, von wo aus ihm 1986 der Wechsel zum sambischen Erstligisten Mufulira Wanderers gelang. Bei diesem wurde der Mittelfeldspieler zu einem wichtigen Leistungsträger und bereits am Ende seiner ersten Spielzeit als Fußballer des Jahres ausgezeichnet. Damit weckte er zugleich das Interesse des Schweizer Klubs FC Fribourg, der ihn im Sommer 1987 für seine Drittligamannschaft verpflichtete. In der Saison 1987/88 wurde er vom ehemaligen deutschen Bundesligisten MSV Duisburg in die drittklassige Oberliga geholt, nachdem er dort zuvor ein zweiwöchiges Probetraining absolviert hatte. Bei diesem konnte er sich allerdings nicht durchsetzen und kehrte wieder in den französischsprachigen Teil der Schweiz zurück. 
Nach einer Zwischenstation beim FC Sion trug er erneut das Trikot des FC Fribourg, bevor er sich 1992 dem benachbarten Erstligaaufsteiger FC Bulle anschloss. In der Saison 1992/93 traf er in 26 Erstligapartien für Bulle acht Mal, musste jedoch den direkten Wiederabstieg hinnehmen. 1994 wechselte er zum Zweitligarivalen SC Kriens aus dem deutschsprachigen Kanton Luzern und ein Jahr darauf zum benachbarten FC Luzern, womit ihm die Rückkehr in die höchste nationale Spielklasse gelang. Für Luzern lief er regelmäßig auf und verpasste als Viertplatzierter mit drei Punkten Rückstand auf den Titelträger nur knapp einen möglichen Gewinn der Schweizer Meisterschaft. Bereits 1996 verließ er den Verein wieder und unterschrieb beim Zweitligisten SR Delémont, dem er noch bis 1998 treu blieb.

## Nationalmannschaft
Bei einer Begegnung gegen Malawi kam er im April 1987 zu seinem Debüt für die sambische Nationalelf. Für sein Land nahm er auch am olympischen Fußballturnier 1988 teil und schied dabei im Viertelfinale durch ein 0:4 gegen die Bundesrepublik Deutschland aus. Auch seine weitere Laufbahn über gehörte er dem Nationalteam an. Bis 1997 sind so 18 Einsätze mit sechs Treffern für ihn aufgeführt.